# El libro de los hechizos
El libro de los hechizos (o Wonderbook: el libro de los hechizos, título original en inglés: Book of Spells) es un videojuego de realidad aumentada para PlayStation 3. Fue desarrollado por SCE London Studio en conjunto con J. K. Rowling como complemento de la serie Harry Potter. Fue presentado en Electronic Entertainment Expo en junio de 2012 y es el primer lanzamiento para Wonderbook. Está basado en El libro de los hechizos, un libro ficticio de Miranda Goshawk publicado alrededor de 200 años antes de la fecha del evento. Fue lanzado el 13 de noviembre en Estados Unidos, el 14 de noviembre en Europa, el 15 de noviembre en Australia y España, y el 16 de noviembre en el Reino Unido. El juego recibió en su mayoría reseñas positivas de los críticos, elogiando el usa de realidad aumentada y PlayStation Move, aunque criticando la corta duración del juego.

## Jugabilidad
El usuario lanza hechizos dibujando formas con el control del PlayStation Move, mientras el libro mismo usa tecnología de realidad aumentada para aparecer en pantalla a través del PlayStation Eye. El control del Move aparece en pantalla como una varita, y podrá dibujar patrones en pantalla para lanzar hechizos. Los jugadores pueden interactuar con elementos que aparecen en pantalla, como dragones.
El juego está diseñado para ser una interpretación del aprendizaje de hechizos en el Colegio Hogwarts de Magia y Hechicería en el Universo de Harry Potter, con el "libro" mismo habiendo sido escrito en el universo de Harry Potter hace más de 200 años por Miranda Goshawk. Al final de cada capítulo, un poema describirá a un estudiante de Hogwarts reprobado para darle al usuario una lección a la manera de las fábulas de Esopo.
Al principio del juego, los jugadores eligen una de las cuatro casas de Hogwarts, y una de las tres varitas diferentes. Sin embargo, si el jugador tiene una cuenta de Pottermore, puede vincularla al juego, en cuyo caso las elecciones dentro del juego reflejarán aquellas tomadas en el sitio.
Además de los hechizos específicos cubiertos por cada capítulo, a veces se le da al jugador la oportunidad de usar brevemente otros hechizos, como el embrujo Oppugno. El jugador, sin embargo, en realidad no aprende los gestos de estos hechizos y así no es evaluado por este material.

## Desarrollo
Para desarrollar el juego, el equipo de Sony Computer Entertainment trabajo junto con la autora de Harry Potter J. K. Rowling, quien lo describió como "lo más cercano que un muggle puede tener a un libro de hechizos real". Rowling había trabajado anteriormente con Sony en su sitio web Pottermore, y la compañía en un punto tenía un contrato exclusivo para publicar e-books de Harry Potter. El juego fue lanzado como el primer título para Wonderbook en la PlayStation 3 en la Electronic Entertainment Expo de 2012.

## Recepción
El libro de los hechizos recibió de reseñas mixtas a positivas de los críticos de juegos. Obtuvo un 72 en Metacritic, indicando "reseñas mixtas o promedio". Los críticos elogiaron el uso de la tecnología de Wonderbook por el uso tanto de PlayStation Move como de realidad aumentada, aunque criticaron la corta duración del juego.
El libro de los hechizos fue nominado a un BAFTA en la categoría 'Juego Innovador de 2013'.

## Secuela
En la Electronic Entertainment Expo de 2013, un segundo juego de Wonderbook con tema de Harry Potter fue anunciado: El libro de las pociones.